# صيغة دي موافر

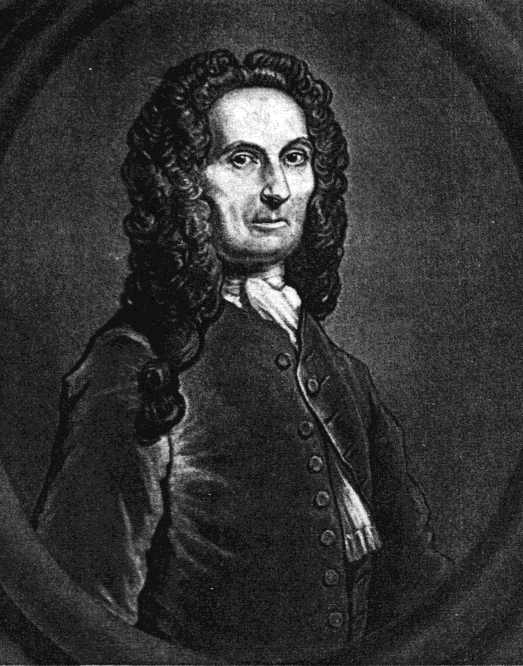
منح أبراهام دي موافر اسمه للصيغة.

في الرياضيات، صيغة دي موافر (بالإنجليزية: De Moivre's formula)‏، والمسماة هكذا نسبة إلى عالم الرياضيات أبراهام دي موافر هي المتطابقة التالية:
الصالحة من أجل كل القيم الحقيقية لx و n عدد صحيح؛ و هي نتيجة مباشرة لصيغة أويلر

## البرهان باستخدام الاستقراء الرياضي
يمكن دراسة ثلاث حالات للصيغة بحيث تحقق الحل.
من أجل n > 0, يمكن الاستعانة بالاستنتاج الاستقرائي. عند n = 1, تتحقق صحة الحل بشكل بديهي من صيغة أويلر. يفترض أن يظل الحل صحيحا لأي عدد طبيعي، k. أي:{\displaystyle \left(\cos x+i\sin x\right)^{k}=\cos \left(kx\right)+i\sin \left(kx\right).\,}
وبدراسة الحالة n = k + 1:
{\displaystyle {\begin{alignedat}{2}\left(\cos x+i\sin x\right)^{k+1}&=\left(\cos x+i\sin x\right)^{k}\left(\cos x+i\sin x\right)\\&=\left[\cos \left(kx\right)+i\sin \left(kx\right)\right]\left(\cos x+i\sin x\right)&&\qquad {\mbox{(1)}}\\&=\cos \left(kx\right)\cos x-\sin \left(kx\right)\sin x+i\left[\cos \left(kx\right)\sin x+\sin \left(kx\right)\cos x\right]\\&=\cos \left[\left(k+1\right)x\right]+i\sin \left[\left(k+1\right)x\right]&&\qquad {\mbox{(2)}}\end{alignedat}}}
العلاقة (1) تم استنباطها من فرضية الاستقراء بينما العلاقة (2) من المتطابقات المثلثية.
وبالتالي فإن الصيغة صحيحة عند n = k + 1 إذا كانت n = k صحيحة. ويمكن تعميم الصيغة لكل عدد صحيح موجب، n≥1.
إذا كانت n = 0 تظل الصيغة {\displaystyle \cos(0x)+i\sin(0x)=1+i0=1} صحيحة، ومن المعروف أن {\displaystyle z^{0}=1}.
إذا كانت n < 0, يمكن تعديل الاختيار على m بحيث يصبح n = −m. وبالتالي:{\displaystyle {\begin{aligned}\left(\cos x+i\sin x\right)^{n}&=\left(\cos x+i\sin x\right)^{-m}\\&={\frac {1}{\left(\cos x+i\sin x\right)^{m}}}\\&={\frac {1}{\left(\cos mx+i\sin mx\right)}}\\&=\cos \left(mx\right)-i\sin \left(mx\right)\\&=\cos \left(-mx\right)+i\sin \left(-mx\right)\\&=\cos \left(nx\right)+i\sin \left(nx\right).\end{aligned}}}
أي أن العلاقة صحيحة في جميع الأحوال لكل قيم n الصحيحة.

## استخدامات صيغة دي موافر
تستخدم هذه الصيغة للبحث عن القوى النونية للأعداد العقدية في الشكل المثلثي:
{\displaystyle z^{n}=r^{n}(\cos(nx)+\mathrm {i} \sin(nx)\,)}
و كذلك للحصول على أشكال (cos(nx و (sin(nx بدلالة (sin(x و (cos(x.
على سبيل المثال، للحصول على (cos(2x و (sin(2x، ساوي:
{\displaystyle (\cos(x)+\mathrm {i} \sin(x))^{2}=\cos(2x)+\mathrm {i} \sin(2x)\ }.
لدينا:
{\displaystyle \cos ^{2}(x)+2\cos(x)\sin(x)\mathrm {i} -\sin ^{2}(x)=\cos(2x)+\mathrm {i} \sin(2x)\,}.
ساوي الأجزاء الحقيقية والتخيلية للحصول على المعادلتين التاليتين:
{\displaystyle \cos(2x)=\cos ^{2}(x)-\sin ^{2}(x)\,}
{\displaystyle \sin(2x)=2\cos(x)\sin(x)\,}.

### حدوديات تشيبيشيف
صيغة دي موافر تعطي:
{\displaystyle \cos(nx)+\mathrm {i} \sin(nx)={\left(\cos x+\mathrm {i} \sin x\right)}^{n}=\sum _{p=0}^{n}{n \choose p}\cos ^{n-p}(x)\mathrm {i} ^{p}\sin ^{p}(x)}.

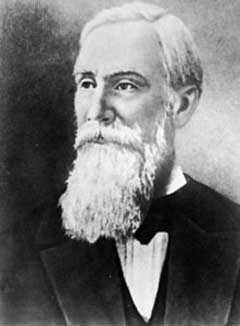
بافنوتي تشيبيشيف

بأخذ الجزء الحقيقي و وضع p=2k ينتج أن:
{\displaystyle \cos(nx)=T_{n}(\cos x)}
حيث Tn حدودية من الدرجة n، تسمى حدودية تشيبيشيف.
{\displaystyle T_{n}(X)=\sum _{0\leq 2k\leq n}{n \choose 2k}(-1)^{k}X^{n-2k}(1-X^{2})^{k}}.